# Анте Јурић
Анте Јурић (Сплит, 1. фебруар 1934 — Сплит, 4. септембар 2013) био је југословенски фудбалски голман.

## Биографија
Фудбалску каријеру је започео у Јединству из Копилице, а бранио је за сплитски Арсенал (касније НК Сплит), да би 1955. коначно постао голман сплитског Хајдука у коме је остао све до 1964. године. За Хајдук је дебитовао 4. децембра 1955. године у Београду против БСК-а, када је Хајдук поражен са 2:0.
Бранио је гол прволигаша из Сплита на 91 првенственом мечу, а укупно одиграо 243 званичне утакмице. Као најнепријатнија успомена му је остао првенствени деби против Војводине у Сплиту. Резултат је био 6:1 за Војводину. Касније је успео да се докопа репрезентативног дреса, а неколико сезона био је најбољи голман Прве Савезне лиге.
Играо је једну утакмицу за младу репрезентацију Југославије, а одиграо је један меч за сениорску репрезентацију, 26. априла 1959. против Швајцарске у Базелу (победа 5:1).
Када је био на врхунцу каријере и стигао до репрезентације, на систематском прегледу, доктори су му рекли да има нешто на плућима. Иако се касније установило да је потпуно здрав, забранили су му долазак у клуб наводно због крста на ланчићу који је носио око врата и да је то наводно сметало некима у Хајдуку. Случај је остао неразјашњен, а Јурић је након тога играо пола сезоне за НК Сплит, помогавши „црвенима“ да опстану у Другој лиги. Бранио је све до своје 38. године. Каријеру је завршио у Ускоку из Клиса где је био и тренер.
Преминуо је у Сплиту 4. септембра 2013. године након тешке болести.